# Dunstable
Dunstable é uma cidade e paróquia civil do Condado de Bedfordshire, na região leste da Inglaterra.

## Notáveis nascidos em Dunstable
- John Dunstaple (ou  John Dunstable), compositor do século XV
- Damon Gough, músico, conhecido como Badly Drawn Boy